# Goutroux
Goutroux (en wallon Goutrou) est une section de la ville belge de Charleroi située en Région wallonne dans la province de Hainaut.
Avant la fusion des communes belges de 1977, Goutroux était une commune à part entière.

## Toponymie
Goutroux, probablement forme germanique de « Gotte-rode » ce qui veut dire « essart de Gotton ».

## Géographie
Goutroux est traversé par deux ruisseaux:
- au nord, le ruisseau de Judonsart qui se jette dans le Piéton à Monceau-sur-Sambre ;
- au sud, le ruisseau de l'Ernelle qui marque la frontière avec Montigny-le-Tilleul et Monceau et se jette dans la Sambre[4],[5].

Plus petite section de la ville de Charleroi, Goutroux est la plus boisée et comptant la plus forte proportion de maisons récentes.

### Morphologie urbaine

#### Hameaux
- La Bretagne, ancien hameau de Landelies qui, en 1896, se sépare pour former Goutroux.
- Amérique.
- Le Pont-à-Vaches.

#### Bois
Goutroux accueille de nombreux bois sur son territoire :
- Bois de Goutroux ;
- Le Bois de l'Espesse appartenait autrefois à Monceau, mais il se trouve désormais sur le territoire de Goutroux[6] ;
- Bois Este Ditte est situé à la frontière entre Monceau et Goutroux ;
- Le bois devant Goutroux faisait autrefois partie des parcelles 49 et 50, s'étendant entre le bois de l'Espesse et la première ferme de Goutroux, ce qui explique son appellation « devant Goutroux » dans les siècles passés. Par la suite, il a été renommé « Bos Louviaux », en référence à son garde particulier, Alphonse Louviaux[7];
- Le bois de Peffuts existe toujours, en partie, s'étendant le long de la rue Ferrer à l'est et de Fontaine à l'ouest. On y trouve de nombreux fusains noirs, appelés « peffuts », dont les branches sont utilisées pour fabriquer des lacets afin de piéger les grives[7];
- Bois taille à Bornes. Ce triangle se situe entre le pont « Chufflot », le chemin de fer et la cité Jh. Henry, où l'on trouve deux anciennes bornes armoriées (P. Masset en mentionne trois) marquant la limite entre Monceau et Goutroux. Ces bornes, hautes de 75 centimètres, portent les armes des comtes de Corswarem « d'hermine à deux fasces de gueules » à l'ouest, et celles de Gâvre avec le « lion de gueules » à l'est. Ces armoiries indiquent qu'elles ont été érigées entre 1667, année où Pierre-Eugène de Gâvre, époux d'Anne-Florence de Hamal, hérite de Monceau, et 1734, période où les armoiries des Corswarem s'associent à celles des de Looz-Diest[8].

## Démographie
| 1801           | 1846           | 1900  | 1947  | 1977  | 2001  |
| -------------- | -------------- | ----- | ----- | ----- | ----- |
| Avec Landelies | Avec Landelies | 1 089 | 1 676 | 3 752 | 3 174 |

## Histoire
Au départ, il y avait le lieudit des « 4 Seigneuries », c'est-à-dire l'endroit où, bien avant la Révolution française, quatre territoires se touchaient. Goutroux, à cette époque, était un hameau excentré au nord de Landelies (appelé La Bretagne). Son territoire était très boisé. Au XVIIIe siècle, on y note la construction d'une ferme et d'une roue à eau.

Au début du XIXe siècle, la production de charbon de bois est lancée grâce aux ressources forestières pour alimenter en combustible les nouvelles industries se développant à proximité. Durant la deuxième moitié du XIXe siècle et le XXe siècle, l'exploitation du bois est remplacée par celle de charbon de houille à la suite de l'ouverture de mines. La Société des Charbonnages de Monceau-Fontaine y exploite le puits no 14.

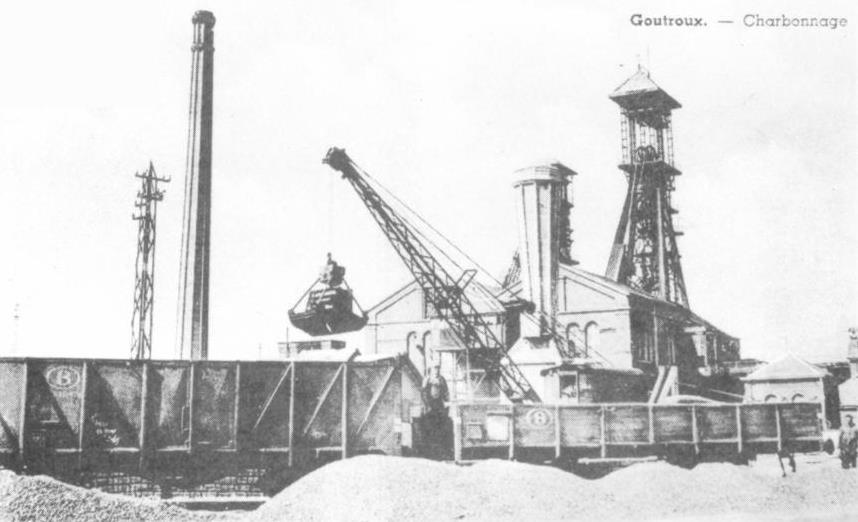
Charbonnage 14 de Monceau Fontaine à Goutroux vers 1955.

 Dans ce charbonnage, deux puits permettaient l'extraction et l'aérage des travaux. La population de Goutroux devient alors majoritairement ouvrière se distinguant de Landelies, resté relativement agricole. Outre la distance pour rejoindre le centre de Landelies, les habitants du hameau se sentaient défavorisés notamment au niveau de l'instruction et des moyens de communication. Ainsi, ce n’est qu’en 1891 que l’école de Goutroux est construite.
À partir de 1895, une station « Landelies-Bretagne » est toutefois ouverte par la Société des chemins de fer des bassins houillers du Centre sur la ligne reliant Marchienne-au-Pont à Haine-Saint-Pierre.
Le 14 avril 1896, Goutroux proclame son autonomie administrative en se séparant de Landelies dont il était un prolongement fort excentré vers le nord. Il est désormais érigé en commune à part entière. Symbolisant ce nouveau statut, la commune se dote d'une église (l'Église Saint-Benoît Labre) et d'une chapelle (la chapelle Notre-Dame de Walcourt). La commune compte alors 968 habitants.
La commune se développe alors et électrifie ses habitations en 1930-1931 avant la voirie en 1936.
De 1950 à 1970, Goutroux double sa population par la construction de cités sociales par la Société des Charbonnages de Monceau-Fontaine, la Petite propriété terrienne et le Foyer moncellois.
À partir des années 1970, s'amorce le déclin des sociétés charbonnières. Fermé le 31 août 1972, le charbonnage de Monceau-Fontaine est rasé en 1974.
Lors de la fusion des communes en 1977, Goutroux est intégré à la ville de Charleroi et perd son autonomie politique.
Depuis la fin du XXe siècle, l'activité économique de Goutroux repose sur ses petites et moyennes entreprises familiales (boulangerie semi-industrielle, commerces, Horeca, menuiserie, etc.). Avec la fin de son activité industrielle, elle est devenue une commune résidentielle de la région de Charleroi dont l'attrait principal est constitué par ses nombreux espaces verts.

## Liste des bourgmestres (1896-1976)
- Jean-Baptiste Cuinié : bourgmestre (1896-1907) ;
- Célestin Hecq : bourgmestre (1908-1911) ;
- Émile Moureau ff. : bourgmestre (1912-1917[Note 6] et 1919-1942) ;
- François Duray : bourgmestre (1945-1962)[Note 7];
- Joseph Bargibant : bourgmestre socialiste et houilleur (1963-1976)[Note 8].

## Patrimoine et culture

### Patrimoine architectural
- L'église Saint-Benoît Labre, construite entre 1894 et 1895 par l'architecte Hector Leborgne, est un bel exemple d'architecture de style néo-gothique[14].
- Chapelle Notre-Dame de Walcourt : autrefois lieu de pèlerinage, cette chapelle a été construite en 1896.

### Culture
Bibliothèque communale « La Taille aux Loups » . La bibliothèque propose des animations destinées aux enfants à partir de 8 ans tous les mercredi après-midis.

#### Folklore
Petit cortège carnavalesque le dimanche 7 jours avant Pâques relancer en 2024 par le club de football local.

## Enseignement
L'école fondamentale des Coquelicots est la seule école maternelle et primaire du village. Le 19 novembre 1995, un incendie criminel, impliquant quatre jeunes âgés de 13 à 18 ans, détruisait entièrement l'école des Coquelicots. Le 14 septembre 1996, la nouvelle école reconstruite est inaugurée. Une plaque en l'honneur de cette réouverture trône sur la façade même de l'école.

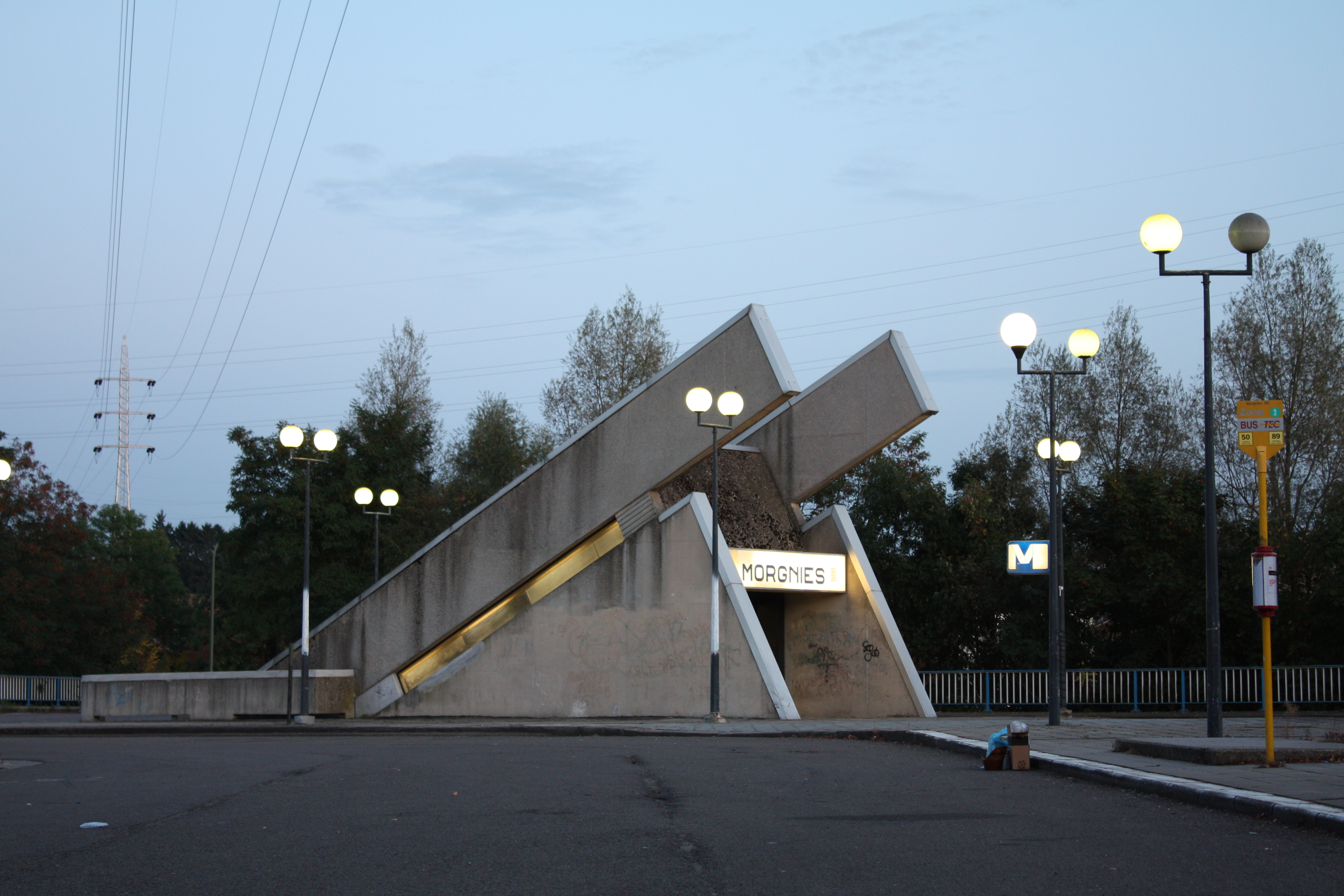
Station de métro de Morgnies.

Bénéficiant d'une infrastructure récente, l'école est en mesure d'accueillir 300 enfants.

## Économie

### Tourisme vert et promenade

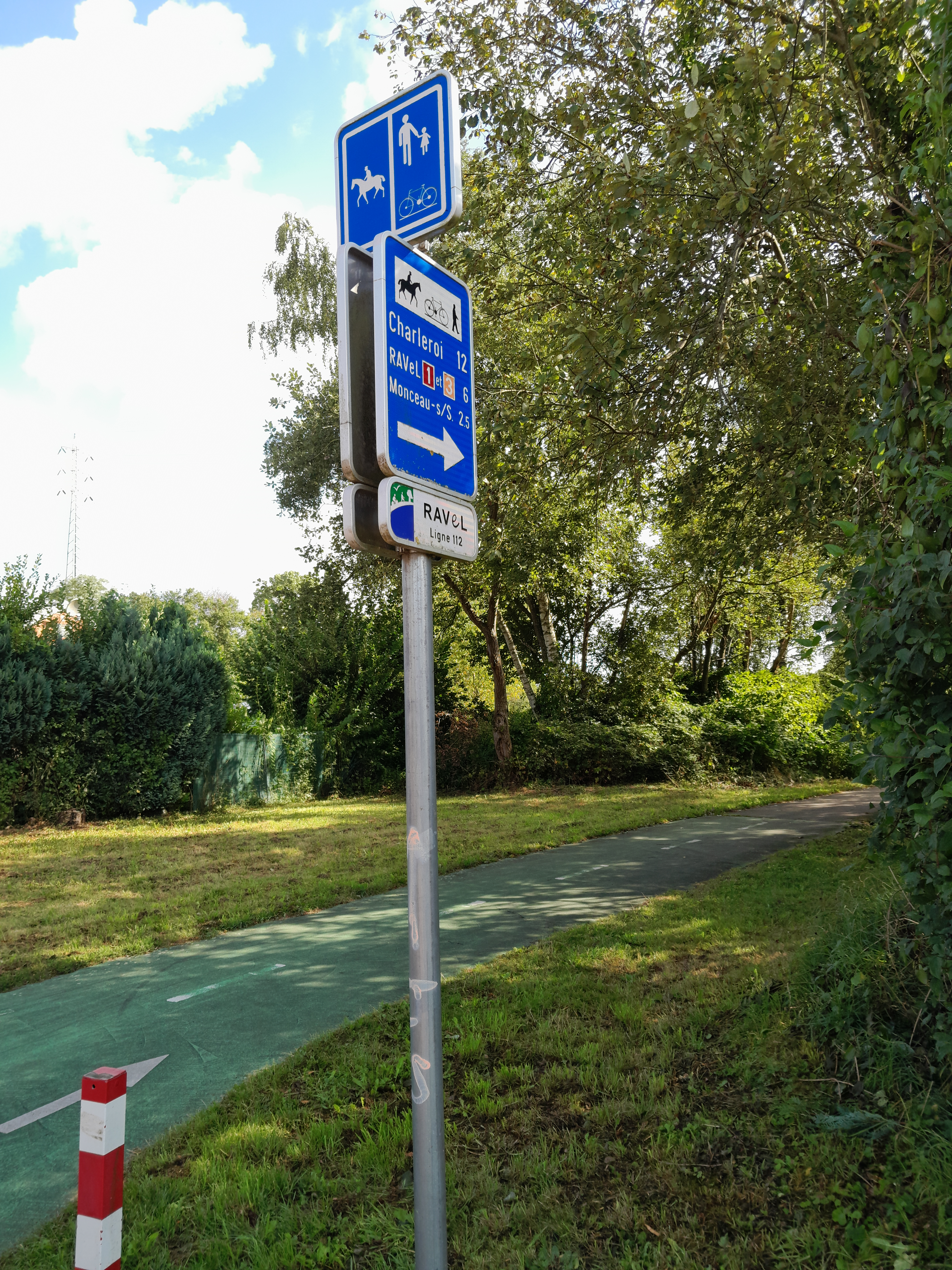
Le RAVel à Goutroux.

Goutroux est traversé par le RAVeL L112 de Fontaine-l'Évêque à Monceau-sur-Sambre. Le RAVel (Réseau Autonome des Voies Lentes) permet la pratique du vélo à des fins sportives et de tourisme sur des itinéraires protégés. 
Depuis 2023, Goutroux se trouve sur le tracé d'un grand itinéraire de randonnée balisé GRP1666 , la Grande Dérive. Ce chemin forme une boucle de 54 km entourant le grand Charleroi. La Grande Dérive, passe à travers les marges vertes de Charleroi, sur des sentiers balisés en grimpant sur les terrils et en traversant parcs publics, bois, zones agricoles et friches.